# Metapenaeopsis hobbsi
Metapenaeopsis hobbsi is een tienpotigensoort uit de familie van de Penaeidae. De wetenschappelijke naam van de soort is voor het eerst geldig gepubliceerd in 1971 door Pérez Farfante.